# جوان سوريانو
جوان سوريانو هو مغن مؤلف دومينيكاني، ولد في 23 فبراير 1972.

## وصلات خارجية
- الموقع الرسمي
- جوان سوريانو على موقع ميوزك برينز (الإنجليزية)
- جوان سوريانو على موقع ديسكوغز (الإنجليزية)